# Паскуалуччи, Давид
Давид Паскуалуччи (итал. David Pasqualucci; 27 июня 1996, Дженцано-ди-Рома) — итальянский стрелок из лука, серебряный призёр чемпионата мира 2015 года в Копенгагене в командном первенстве. Участник Олимпийских игр 2016 года.

## Карьера

### Чемпионат мира 2015
На квалификации индивидуального первенства показал результат 658 и был посеян 5-м. Таким образом он автоматически попал в 3-й раунд, где не смог преодолеть китайского стрелка Дай Сяосян.
Также принял участие в командном первенстве, где играл в одной команде с Мауро Несполи и Микеле Франджилли, которые являлись олимпийскими чемпионами в командном первенстве летних Олимпийских игр 2012 в Лондоне. Итальянцы завоевали серебряные медали, встречая соперников только из Азии: в 1/8 — Индия, в 1/4 — Китай, в 1/2 — Тайбэй и в финале — Южная Корея.

### Летние Олимпийские игры 2016
На квалификации летних Олимпийских игр в Рио-де-Жанейро с результатом 685 был посеян 3-м. Начал турнир с победы над малавийцом Аренео Давид — 6:0. В 1/16 финала проиграл испанцу Антонио Фернандес — 2:6.
Также принял участие в командном первенстве, где был в одной команде с Мауро Несполи и Марко Гальяццо. Показав 3-й результат среди 12 сборных, итальянцы автоматически попали в четвертьфинал на Китай и не смогли их пройти, уступив со счётом 0-6.